# Dope D.O.D.
Dope D.O.D. — нидерландская хип-хоп-группа, образованная в 2008 году в городе Гронинген.

## История
В 2008 году был опубликован в Интернете для свободного скачивания альбом группы под названием Fountain of Death («Фонтан смерти»). В состав коллектива вошли Dopey Rotten и Skits Vicious. В поддержку этого альбома было снято и смонтировано два видеоклипа «Double Jeopardy» (Двойная опасность) и «Insane» (Безумие). Позже, к группе присоединился Jay Reaper и её переименовали в Dope D.O.D.
Коллектив состоит из трёх МС: Dopey Rotten, Skits Vicious и Jay Reaper. Их продюсером является брат Jay Reaper'a — Peter Songolo. Skits Vicious, Dopey Rotten и Jay Reaper были друзьями на протяжении многих лет, но подружились они не на музыкальной почве, а к любви к комиксам и фильмам ужасов. В текстах песен очень часто упоминаются известные фильмы ужасов.
Все участники группы имеют интернациональные корни, всех их жизненный путь привёл в место под названием Гронинген, в котором они начали вместе своё восхождение в мире музыки. Вдохновение в написание треков им придаёт хардкор хип-хоп девяностых из Америки, плюс к этому добавляется элементы европейской электронной музыки (дабстеп и Грайм). Вместе со строками наносящие резкие удары и мультяшным насилием, они начали новый этап в революции рэп-музыки.
В начале 2011 года у Dope D.O.D появилось новое видео «What Happened», премьера клипа состоялась 1 января на VidZone PlayStation 3, на YouTube клип посмотрели более 250 000 человек за 4 недели. По состоянию 9 апреля 2013 года клип «What Happened» просмотрели более 10 с половиной миллионов раз.
После выхода видеоклипа «What Happened» молодая хип-хоп группа наделала много шуму в Интернете и тем самым они приобрели себе не только фанов, но и обратили на себя внимание таких известных музыкантов как Фред Дёрст из Limp Bizkit, Джонатан Дэвис из Korn, в итоге с которыми они выступали вместе в турне.
В июне 2011 года они представили публике мини-альбом The Evil E.P, а 23 сентября 2011 года они выпустили свой дебютный альбом Branded («Фирменный»).
Группа была удостоена премией European Border Breakers Awards в 2013 году.
1 марта 2013 года группа объявила название и обложку своего второго альбома — Da Roach («Таракан»), официальный релиз которого состоится 19 апреля 2013 года. Известно, что они работали над новым альбомом с такими известными рэперами как Onyx, Kool Keith, Sean Price, Redman и другими.
6 февраля 2013 года группа представила свой новый видеоклип «Rocket», а к Пасхе сделала подарок своим фанатам — они выложили трейлер к новому клипу «Millennium Falcon», который вышел 3 апреля 2013 года. Продюсерами на новом альбоме были Noisia, Maztek, Bong-Ra, Peter Songolo и ChuBeats.
14 апреля 2014 года состоялся официальный релиз третьего альбома группы — Master Xploder («Мастер взрывник»).
13 февраля 2015 года состоялся релиз мини-альбома The Ugly EP («Урод»).
22 июня 2015 года Dopey Rotten объявил о своём уходе из группы по состоянию здоровья.
9 марта 2016 года состоялся официальный релиз четвёртого альбома группы — Acid Trap («Кислотная ловушка»).
29 мая 2017 года выходит альбом Shotgunz in Hell, совместно с группой Onyx.
15 июня 2018 года вышел новый альбом группы — The System Reboot EP.
27 декабря 2019 года состоялся релиз альбома группы — Do Not Enter LP.

## Участники

### Текущий состав
- Джей Рипер (англ. Jay Reaper, настоящее имя — англ. Jay Lelieveld) — MC
- Скитс Вишес (англ. Skits Vicious, настоящее имя — англ. Frank Boersma) — MC
- Dr. Diggles — DJ
- Scary Dipsize — DJ
- Питер Сонголо (англ. Peter Chimunja Songolo) — продюсер, битмэйкер

### Бывшие участники
- Доупи Роттен (англ. Dopey Rotten, настоящее имя — англ. Mark van Dijk) — MC

## Дискография
| Дата релиза      | Название            | Формат       |
| ---------------- | ------------------- | ------------ |
| 1 января 2008    | Fountain of Death   | LP           |
| 14 апреля 2010   | Promo               | EP           |
| 24 июня 2011     | The Evil            | EP           |
| 23 сентября 2011 | Branded             | LP           |
| 20 апреля 2013   | Da Roach            | LP           |
| 14 апреля 2014   | Master Xploder      | Mixtape      |
| 24 декабря 2014  | Dope Dod Mixtape    | Mixtape      |
| 13 февраля 2015  | The Ugly            | EP           |
| 4 мая 2015       | Battle Royal        | EP           |
| 9 марта 2016     | Acid Trap           | Mixtape      |
| 29 мая 2017      | Shotgunz In Hell LP | LP           |
| 15 июня 2018     | System Reboot       | EP           |
| 27 декабря 2019  | Do Not Enter        | Studio Album |
| 14 февраля 2020  | Sick6six ft. Słoń   | Studio Album |

### Синглы
- 2009 — «What Happened»
- 2009 — «Redrum»
- 2011 — «Psychosis» (ft. Sean Price)
- 2012 — «The Strike»
- 2013 — «Rocket»
- 2013 — «Millennium Falcon»
- 2014 — «Master Xploder» (ft. Teddy Killerz)
- 2016 — «Ready to Die»
- 2017 — «Piro» (ft. Onyx)
- 2019 — «Give Me Your Life»
- 2019 — «Crazy» (ft. RAM)
- 2023 - «Ghost of Northcoast» (prod. by Free Flow Flava)

## Видеография
- 2009 — «Double Jeopardy»
- 2009 — «Insane»
- 2011 — «Intro»
- 2011 — «What Happened»
- 2011 — «The Brutality Series (Chapter 1: Dopey Rotten)»
- 2011 — «The Brutality Series (Chapter 2: Skits Vicious)»
- 2011 — «The Brutality Series (Chapter 3: Jay Reaper)»
- 2011 — «Pandora’s Box»
- 2012 — «Gatekeepers»
- 2012 — «Psychosis» при уч. Sean Price
- 2013 — «Rocket»
- 2013 — «Millennium Falcon»
- 2013 — «Panic Room» при уч. Onyx
- 2013 — «Blood Shake» при уч. Salmo
- 2014 — «Guillotine Rap» при уч. Snowgoons
- 2014 — «WakeDaFucUp» при уч. Onyx
- 2014 — «Master Xploder» при уч. Teddy Killerz
- 2014 — «Ridiculous»
- 2014 — «Godzilla»
- 2015 — «Trapazoid»
- 2015 — «Ridiculous Pt.2» при уч. Redman
- 2015 — «Battle Royal»
- 2015 — «Dirt Dogs»
- 2016 — «Ready to Die»
- 2017 — «XXX» при уч. Onyx
- 2018 — «D.O.D. Army»
- 2018 — «Evil»
- 2019 — «Keyser Soze»
- 2019 — «Scooby Doo Gang» при уч. Gemitaiz  •
- 2019 — «Contra-Banned»